# Мартінас Мажвідас
Ма́ртінас Ма́жвідас (лит. Martynas Mažvydas ,близ. 1510, поблизу Жемайтії — 21 травня 1563 Рагніт, нині Німан у Калінінградській області) — литовський першодрукар і письменник; упорядник та видавець першої книги литовською мовою. З його ім'ям пов'язаний початок писемної традиції литовською мовою.

## Біографія
Служив пастором у місті Рагніт. Склав та видав у Кенігсберзі у 1547 році першу литовську книгу „Katechizmusa prasty szadei…“ («Прості слова катехізису» (зазвичай називають коротко «Катехізис» Мажвідаса). Книга містила, крім катехізису, віршовану передмову литовською мовою, одинадцять церковних пісень з нотами та перший литовський буквар.
Мажвідас видав переклади духовних пісень і молитов. Підготовлену Мажвідасом першу литовську збірку церковних пісень «Пісні християнські» (I ч. — 1566, II ч. — 1570) видав після його смерті Балтрамеюс Вілентас, кенігсберзький пастор.

## «Катехізис»
«Катехізис» надруковано готичним шрифтом. Він являє собою книгу у 79 сторінок невеликого формату (11х18 см). Точний тираж «Катехізису» Мажвідаса невідомий, припускають, що він становив від 200 до 300 примірників. Відомо два збережених примірника, що зберігаються у Бібліотеці Вільнюського університету та бібліотеці торунського Університету Миколая Коперника.. Примірник Бібліотеки Вільнюського університету був знайдений її директором Львом Владіміровим у бібліотеці ім. М. Горького в Одесі. Стараннями Владімірова «Катехізис» був у 1957 році обміняний на дублети на атлас Абрахама Ортелія 1570 року «Видовище кулі земної» і Статут Великого князівства Литовського 1588 року за сприяння Антанаса Снечкуса.
- Катехізис Мажвідаса (1547)
- Переклади Мажвідаса (1549)
- Пісні християнські Мажвідаса (1566)

## Визнання
У 1979 році бронзова статуя Мажвідаса встановлена у Бірштонасі поряд з бібліотекою (скульптор Владас Жукліс). З 1988 року ім'я Мартінаса Мажвідаса носить Національна бібліотека Литви (Литовська національна бібліотека імені Мартінаса Мажвідаса, Lietuvos nacionalinė Martyno Mažvydo biblioteka у Вільнюсі. У 1990 році на честь письменника видано художній маркований конверт. В 1997 році у зв'язку з 450-річчям виходу «Катехізиса» у Клайпеді встановлено пам'ятник Мартінасу Мажвідасу на площі Летувнінку (Lietuvininkų aikštė) автор — скульптор Регімантас Мідвікас.
Ім'я Мажвідаса носить вулиця у Вільнюсі у районі Пилайте (Martyno Mažvydo gatvė), в Каунасі та інших населених пунктах Литви.